# Romain Combaud
Romain Combaud (* 1. April 1991 in Saint-Doulchard) ist ein französischer Radrennfahrer.

## Sportlicher Werdegang
Nach dem Wechsel in die U23 wurde Combaud 2011 Mitglied im Team Armée de Terre. Für das Team war er vorrangig auf nationaler Ebene erfolgreich und konnte eine Reihe von Siegen und Podiumsplatzierungen einfahren. In seiner letzten Saison für das Team erzielte er mit dem Gewinn der Bergwertung bei der Tour du Limousin den bisher einzigen zählbaren Erfolg seiner Karriere bei einem UCI-Rennen. Zur Saison 2016 wechselte er zum damaligen UCI Professional Continental Team Delko Marseille Provence KTM, für das er fünf Jahre an den Start ging. In dieser Zeit gelangen ihm mehrere Top10-Platzierungen, unter anderem ein jeweils zweiter Platz auf der letzten Etappe der Rhône-Alpes Isère Tour 2017 und beim Grand Prix Cycliste la Marseillaise 2019, ein Sieg bei einem Rennen blieb ihm jedoch verwehrt.
Nach Auflösung des Teams Delko folgte Combaud zur Saison 2021 seinem Freund Romain Bardet zum Team DSM. In der Saison 2022 nahm er mit dem Giro d’Italia erstmals an einer Grand Tour teil und beendete diese auf Platz 104 der Gesamtwertung. 

## Erfolge
2015
- Bergwertung Tour du Limousin

## Grand-Tour-Platzierungen
| Grand Tour            | 2022 | 2023 | 2024 |
| --------------------- | ---- | ---- | ---- |
| Giro d’ItaliaGiro     | 104  | –    | –    |
| Tour de FranceTour    | –    | –    | –    |
| Vuelta a EspañaVuelta | –    | 119  | –    |